# Gesellschaft für mittelrheinische Kirchengeschichte
Die Gesellschaft für mittelrheinische Kirchengeschichte ist ein Verein zur Pflege der Kirchengeschichte im Bereich der katholischen mittelrheinischen Bistümer.

## Geschichte und Tätigkeit

### Vorstufen
Schon vor 1944  plante der Heidelberger Professor für historische Hilfswissenschaften Joseph Ahlhaus (1886–1952) die Herausgabe einer kirchenhistorischen Zeitschrift für das Bistum Speyer. Sein Schüler Ludwig Litzenburger (1907–1992) erhielt 1944 auch die Genehmigung des Speyerer Bischofs Joseph Wendel (1901–1960) allerdings ohne finanzielle Zusagen für den zu gründenden kirchengeschichtlichen Verein, der das Speyerer Diözesanarchiv herausgeben sollte. Wahrscheinlich waren die Finanzen der Grund dafür, dass sich Ahlhaus 1945 an seinen Mainzer Kollegen Ludwig Lenhart (1902–1971) wandte, der eine Besprechung mit dem Mainzer Bischof Albert Stohr (1890–1961) arrangierte, in deren Verlauf man die Gründung eines Mittelrheinischen Diözesanarchivs in Aussicht nahm. 1946 trat auch die Diözese Limburg, die sowohl ehemalige Mainzer als auch Trierer Teile enthält, dem Unternehmen mittelrheinische Kirchengeschichte bei. Gegen anfängliche Bedenken politischer Art konnte Ahlhaus schließlich noch das Bistum Trier zum Beitritt bewegen, so dass schließlich am 21. Januar 1947 die Vertreter von drei Diözesen zu einer „interdiözesanen Fachkonferenz der Arbeitsgemeinschaft Mittelrheinischer Kirchenhistoriker“ in Mainz zusammentraten.

### Gründung und Arbeitsfelder
Die Versammlung in Mainz bestand aus 30 Personen. Man wählte Joseph Ahlhaus zum Präsidenten des Vereins, der sich nun als Gesellschaft für mittelrheinische Kirchengeschichte bezeichnete. Als Organisationsform wählte man die der historischen Kommissionen. Die Gesellschaft sollte der Dachverband für die sich bildenden vier Diözesangeschichtsvereine fungieren. Für jede Diözese wurde ein Vizepräsident gewählt und zwar für Limburg Domkapitular Jakob Rauch (1881–1956), für Mainz Ludwig Lenhart, für Speyer geistlicher Rat Adam Fath (1881–1955), für Trier Matthias Schuler (1886–1955) und für Worms den Leiter der Städtischen Kulturinstitute – dazu zählten auch das Museum der Stadt Worms und das Stadtarchiv –  Friedrich Maria Illert (1892–1966). In den Vorstand wurden ferner die Sekretäre Diözesanarchivar Anton Philipp Brück (1913–1984), Mainz, und Ludwig Litzenburger, Speyer gewählt. Als Fachvertreter kamen hinzu: Domkapitular Philipp Weindel aus Speyer (1900–1988), Domkapitular Jakob Schmidt aus Mainz, Pfarrer Hans Becker (1905–1980) aus Limburg, Domvikar Kramer aus Würzburg, Huhn, Fulda, Hermann Tüchle aus Tübingen, Leo Uedig SJ, Frankfurt, und Bistumsarchivar Alois Thomas von Trier. Ferner wurden die ersten 35 ordentlichen Mitglieder berufen.
In der ersten Sitzung wurde von den anwesenden Mitgliedern beschlossen, neben dem jährlich erscheinenden Archiv für mittelrheinische Kirchengeschichte eine wissenschaftliche Reihe unter dem Titel Quellen und Abhandlungen zur mittelrheinischen Kirchengeschichte herauszugeben, die vor allem Quellenpublikationen enthalten sollte. Auf der Redaktionskonferenz am 2. Mai 1947 in Mainz wurde über die Gestaltung des Archivs diskutiert und der Preis desselben auf 10 für Mitglieder bzw. 15 RM für Nichtmitglieder festgelegt. Am 24. September 1947 fand die zweite Mitgliederversammlung statt, in der weitere 14 Mitglieder der Forschungsgemeinschaft ernannt und über die von Ahlhaus entworfene Satzung debattiert wurde, die in Teilen bis heute gültig ist.
Zur Lizenzierung der Gesellschaft bzw. ihrer Zeitschrift, die druckfertig in der Druckerei lag, aber wegen mangelnder Papierzuteilung nicht erscheinen konnte, war eine formelle Gründungsversammlung notwendig. Sie fand am 10. November 1948 im Mainzer Priesterseminar statt. Da das Entnazifizierungsverfahren von Joseph Ahlhaus noch nicht abgeschlossen war, war er zur Versammlung nicht erschienen. Es wurde die Satzung angenommen und ein provisorischer Vorstand gewählt. Ihm gehörten für Mainz Ludwig Lenhart, Anton Brück und Privatdozent Eugen Ewig, für Speyer Adam Fath, für Trier Alois Thomas und für Limburg  Pfarrer Hans Becker an. Ludwig Lenhart wurde zum Vorsitzenden gewählt. Am 16. Dezember 1948 genehmigte die französische Militärregierung den provisorischen Vorstand, die Satzung und die Gesellschaft. Die Lizenzierung des Archivs stand weiter aus.
Schließlich fand am 27. April 1949 die offizielle Gründungsversammlung der Gesellschaft in der Speyerer Verwaltungsakademie statt. In der dortigen Verwaltungsratssitzung wurde der endgültige Vorstand gewählt. Die Mitgliederversammlung am Nachmittag berief neue Wahlmitglieder und genehmigte die überarbeitete Satzung und den Verlagsvertrag mit dem Speyerer Verlagshaus Jäger. Am nächsten Tag gab es die öffentliche Publikationsfeier mit Ansprachen von Joseph Ahlhaus, Ludwig Lenhart und Dompropst Hofen als Vertreter des Speyerer Bischofs. Damit war die Gesellschaft konstituiert.
Die Pflege der regionalen Kirchengeschichte ist bis heute die Hauptaufgabe der Gesellschaft wie anderer kirchengeschichtlicher Vereine auch. Nur dass die Gesellschaft sich heute nach dem Beitritt des Bistums Erfurt (2017) auf sechs Bistümer stützt. Dieser Pflege dienen die Zeitschrift Archiv für mittelrheinische Kirchengeschichte und die Reihe Quellen und Abhandlungen zur mittelrheinischen Kirchengeschichte sowie Jahrestagungen reihum in den Trägerbistümern mit wissenschaftlichen Vorträgen und Exkursionen. Als eigene Gruppe trat auch das untergegangene Bistum Worms auf, wird als Teil des heutigen Bistums Mainz jedoch durch die Mainzer Bistumsgruppe repräsentiert.
Die Integration der Bistümer war eine condicio sine qua non. Joseph Ahlhaus hatte zu diesem Zweck übergreifende Projekte vorgeschlagen. So war von Anfang an eine kirchenhistorische Bibliographie  später als Quellenkunde zur mittelrheinischen Kirchengeschichte für den wissenschaftlichen Heimatgeschichtsforscher bezeichnet geplant, zu der Ahlhaus versuchte, durch Untergliederung in viele Sachgebiete möglichst viele Forscher heranzuziehen. Auch ein Monasticon des Mittelrheins war ins Auge  gefasst und ein mittelrheinisches Heiligenlexikon.

### Konsolidierung und Entfaltung
Die Finanzierung des Archivs blieb weiterhin prekär. 1949 war der erste Band erschienen und hatte in der Fachwelt gute Aufnahme gefunden. Als Herausgeber fungierten Ludwig Lenhart und Anton Philipp Brück, da die Gesellschaft noch nicht ins Vereinsregister eingetragen war. Die Finanzierung des zweiten Bandes war wieder fraglich.
Die Führung eines relativ heterogenen Geschichtsvereins wie der Gesellschaft erfordert und erforderte eine starke Integrationsfigur. Daher wurde als Nachfolger von Ahlhaus 1952 Theodor Schieffer, Mainzer Ordinarius für mittelalterliche Geschichte, zum Präsidenten gewählt. Die Gesellschaft zählte damals fünf Ehrenmitglieder (die Bischöfe), einen Stifter, 151 Wahlmitglieder, die zugleich ja Mitarbeiter sein sollten, neun Förderer und vier Mitglieder des Rings der Freunde. Bestätigung von höchster Stelle erhielt ihre Tätigkeit am 22. Oktober 1953. Während einer viertelstündigen Privataudienz in Castel Gandolfo segnete Papst Pius XII. die Gesellschaft für mittelrheinische Kirchengeschichte.
1954 erschien als erster Band der Quellen und Abhandlungen die Dissertation des nachmaligen Abtes von Himmerod, Ambrosius Schneider, Die Cistercienserabtei Himmerod im Spätmittelalter.
Wegen der nach wie vor schwierigen Finanz- und Mitgliederlage regte Schieffer die Umwandlung der Gesellschaft in einen Verein an. Inzwischen hatte die Speyerer Bistumsgruppe das bis heute währende Projekt Palatia Sacra, Kirchen und Pfründenbeschreibung der Pfalz in vorreformatorischer Zeit auf Grund der Vorarbeiten des Geh. Archivrats Franz Xaver Glasschröder ins Leben gerufen. Leiter der Glasschröder-Kommission war Anton Ludwig Doll (1919–2009), Speyer. Die heutige Palatia-Sacra-Kommission der Gesellschaft leitet Hans Ammerich, Speyer.
Da Theodor Schieffer einem Ruf nach Köln Folge leistete, trat 1955 Eugen Ewig, inzwischen Ordinarius in Mainz, seine Nachfolge an. In seiner Ägide wurde die Gesellschaft zum Verein umgestaltet und als Gemeinschaftswerk von Kirchenhistorikern und Freunden der Kirchengeschichte neu definiert.
Eugen Ewig nahm 1964 einen Ruf der Universität seiner Heimatstadt Bonn an. Daher wurde 1965 Otto Graf von Looz-Corswarem, der Leiter des Staatsarchivs Koblenz, zum Präsidenten gewählt. 1966 löste der Koblenzer Archivrat Franz-Josef Heyen Bibliotheksrat Hans Knies als Geschäftsführer ab. Heyen stellte die Finanzierung von Verein und Verlag auf eine neue Grundlage. Die Lagerung und den Vertrieb der Publikationen übernahm das Trierer Bistumsarchiv. Die Sonderrolle des Bistums Worms im Verwaltungsrat wurde nach dem Tod des Vizepräsidenten und Stadtarchivars Friedrich Illert 1967 aufgegeben. Worms wird seitdem von der Mainzer Bistumsgruppe mitrepräsentiert. Die Satzung wurde revidiert. Für das Palatia-Sacra-Projekt stellte die DFG beträchtliche Mittel zur Verfügung, so dass zeitweise sogar Mitarbeiter eingestellt werden konnten.
1971 starb Ludwig Lenhart. Er war bis zu seinem Tod Hauptschriftleiter des Archivs und Herausgeber der Quellen und Abhandlungen gewesen. Seine Nachfolge als Hauptschriftleiter trat Anton Philipp Brück an. Die Quellen und Abhandlungen gab künftig Franz Rudolf Reichert, Leiter der Bibliothek des Trierer Priesterseminars, heraus. Graf Looz trat 1971 in den Ruhestand. Franz-Josef Heyen wurde sein Nachfolger. Außerdem trat die Gesellschaft 1974 dem Gesamtverein der Geschichts- und Altertumsvereine bei. 1980 übernahm Isnard W. Frank, Mainz, die Herausgabe der Quellen und Abhandlungen. 1984 starb Anton Philipp Brück. Seine Funktion als Hauptschriftleiter des Archivs übernahm bis 1988 Anton Ludwig Doll, Speyer. Ihm folgte Friedhelm Jürgensmeier, Mainz, der 25 Jahre lang dieses Amt innehatte. Seit 2014 ist Michael Oberweis, Mainz, der Hauptschriftleiter des Archivs. Seit 1988 erfolgt die Redaktion der Zeitschrift im Institut für Mainzer Kirchengeschichte.
1987 trat das Bistum Fulda der Gesellschaft bei. Von Fuldaer Seite wünschte man die ehemals Mainzischen Teile der Diözese einer stärkeren Erforschung zu öffnen. Das Archiv wurde seit 1986 auch zum Organ für die kirchliche Denkmalpflege, die hier regelmäßiger Berichte über ihre Tätigkeit publizieren konnte. 1989 lief Heyens Präsidentenzeit aus. Seine Nachfolge trat der Mannheimer Rechtshistoriker Pirmin Spieß an. Spieß organisierte erstmals große wissenschaftliche Symposien neben den Jahrestagungen: so 1991 in Trier zu Reformidee und Reformpolitik im spätsalisch-frühstaufischen Reich (Stefan Weinfurter), 1994 in Frankfurt zum Frankfurter Konzil von 794 (Rainer Berndt), 1995 in Worms zum Wormser Reichstag von 1495 (Michael Matheus) und 2000 zu Bischof Burchard v. Worms (Wilfried Hartmann) ebenfalls in Worms. In jüngerer Zeit veranstaltete die Gesellschaft u. a. Symposien zur Rezeption des Zweiten Vatikanischen Konzils in den mittelrheinischen Bistümern (Mainz 2014; Joachim Schmiedl), zum 1000-jährigen Jubiläum des Wormser Dom (Worms 2018; Ludger Körntgen) und zum Jubiläum des Reichstags zu Worms 1521 (Worms bzw. digital 2021; Claus Arnold, Matthias Schnettger).
1998 wurde das 50-jährige Jubiläum der Gesellschaft in Speyer gefeiert und von der langjährigen Geschäftsführerin Martina Knichel (Landeshauptarchiv Koblenz) eine Festschrift erstellt, die als Band 85 der Quellen und Abhandlungen erschien. Der Versuch, auch das Bistum Erfurt als Trägerbistum der Gesellschaft zu gewinnen, zerschlug sich nach der Wende. Davor war Erfurt durch einen Ratsherrn in der Fuldaer Bistumsgruppe vertreten gewesen. Jedoch wurden zwei Ratsherren als beratende und nicht stimmberechtigte Repräsentanten in den Verwaltungsrat berufen. Der Forschungshorizont der Gesellschaft wurde um das Gebiet der Erfurter Diözese erweitert. Auf der Jahresversammlung in Mainz (2017) wurde das Bistum Erfurt schließlich als sechstes Trägerbistum der Gesellschaft aufgenommen und richtete 2018 in Heiligenstadt die Jahrestagung aus.
1997 übernahm Franz Staab das Amt des Herausgebers der Quellen und Abhandlungen und 2001 die Präsidentschaft der Gesellschaft. Die Herausgabe der Quellen und Abhandlungen ging an Peter Walter, Freiburg. Staab starb am 26. April 2004. Zu seinem Nachfolger als Präsident wurde Peter Walter gewählt. Die Herausgabe der Reihe ging auf Claus Arnold (Frankfurt am Main) über. 2009 folgte ihm Joachim Schmiedl (Vallendar) in dieser Funktion nach. Nach Schmiedls frühem Tod im Jahr 2021 übernahm Christoph Nebgen (Frankfurt am Main) die Herausgabe der Quellen und Abhandlungen. Im Jahr 2015 wurde Helmut Streicher (Kapsweyer) zum Nachfolger des langjährigen Schatzmeisters Heinrich Götz gewählt. Als Präsident amtiert seit der Jahrestagung 2017 Bernhard  Schneider (Trier). Die Geschäftsstelle der Gesellschaft befindet sich seit 2019 im Institut für Mainzer Kirchengeschichte, Heringsbrunnengasse 4. Zur Geschäftsführerin wurde Gabriela Hart (Mainz) gewählt. Die Jubiläumstagung zum 75-jährigen Bestehen der Gesellschaft fand am 10. und 11. November 2023 im Mainzer Priesterseminar statt. Die Tagung stand unter dem Thema Diözesangeschichte im deutschsprachigen Raum nach 1945. Aktuelle Herausforderungen und Entwicklungen. Auf der Jahrestagung im April 2025 in Trier wurde Thomas Brockmann (Mainz) zum neuen Präsidenten der Gesellschaft gewählt, der er zuvor bereits als Verwaltungsratsmitglied angehört hatte.
Die Gesellschaft vergibt seit 1980 auf ihren Jahrestagungen eine Plakette zur Auszeichnung von Persönlichkeiten, die sich Verdienste um die mittelrheinische Kirchengeschichte erworben haben. Seit 2019 wird anstelle einer Plakette eine Glasskulptur des Glaskünstlers Reiner Eul (Hadamar) als Ehrengabe verliehen. Der Selbstverlag der Quellen und Abhandlungen und des Archivs für mittelrheinische Kirchengeschichte wurde 2019 durch den Übergang zum Verlag Aschendorff ersetzt.